# تاکاشی ایشی
تاکاشی ایشی (به ژاپنی: 石井隆) (زادهٔ ۱۱ ژوئیهٔ ۱۹۴۶) کارگردان و فیلم‌نامه‌نویس اهل ژاپن است.
از فیلم‌های او می‌توان به سرخ اشاره کرد.